# Warnposten
Ein Warnposten kann unter bestimmten Umständen zur Absicherung von Arbeitsstellen im Straßenraum verwendet werden. Durch seine Anwesenheit wird der Verkehrsteilnehmer auf die Gefahrenstelle aufmerksam gemacht und entsprechend vorgewarnt. Er besitzt dabei keinerlei polizeilichen Befugnisse und darf nicht in den Verkehr eingreifen oder diesen regeln.
Die Richtlinien geben vor, dass zur besseren Erkennbarkeit unbedingt Warnkleidung getragen werden muss. Bei Dunkelheit oder schlechten Sichtverhältnissen sollte der Warnposten nur in Notfällen eingesetzt werden. Des Weiteren sollte der Warnposten auf Landstraßen und Autobahnen möglichst durch eine Warnwinkebake oder Blinkpfeile ersetzt werden.

## Normen und Standards
Deutschland
- Richtlinien für die Sicherung von Arbeitsstellen an Straßen (RSA 95)
- Zusätzliche technische Vertragsbedingungen für Sicherungsarbeiten an Arbeitsstellen an Straßen (ZTV-SA 97)
- Merkblatt über Rahmenbedingungen für erforderliche Fachkenntnisse zur Verkehrssicherung von Arbeitsstellen an Straßen (MVAS 99)